# اسکای جکسون
اسکای جکسون (انگلیسی: Skai Jackson؛ زادهٔ ۸ آوریل ۲۰۰۲) یک هنرپیشه اهل ایالات متحده آمریکا است. وی از سال ۲۰۰۷ میلادی تاکنون مشغول فعالیت بوده‌است.

## گزیدهٔ آثار

### سینما
- جی. آی. جو: تلافی (۲۰۱۳)
- ریباند (۲۰۰۹)
- اسمورف‌ها (۲۰۱۱)
- آرتور (۲۰۱۱)

### تلویزیون
- لیو و مدی (۲۰۱۴)
- امپراتوری بوردواک (۲۰۱۱)
- بابل گاپیز (۲۰۱۰–۲۰۰۹)
- جسی